# Syndesmica homogenes
Syndesmica homogenes es una especie de polilla en la familia Gelechiidae.